# Maigret kämpft um den Kopf eines Mannes
Maigret kämpft um den Kopf eines Mannes (französisch: La Tête d’un homme) ist ein Kriminalroman des belgischen Schriftstellers Georges Simenon. Er entstand im Winter 1930/1931 in Paris und gehört zur ersten Staffel von 19 Romanen der insgesamt 75 Romane und 28 Erzählungen umfassenden Reihe um den Kriminalkommissar Maigret. Der Roman wurde im Jahr 1931 vom Verlag Fayard veröffentlicht. Die erste deutsche Übersetzung publizierte 1935 die Schlesische Verlagsanstalt unter dem Titel Alpdruck. 1958 erschien der Roman in der Maigret-Serie von Kiepenheuer & Witsch als Maigret riskiert seine Stellung in der Übersetzung von Isolde Kolbenhoff. 1979 veröffentlichte der Diogenes Verlag eine Neuübersetzung von Roswitha Plancherel unter dem Titel Maigret kämpft um den Kopf eines Mannes.
Maigret fingiert den Ausbruch eines zum Tode Verurteilten aus dem Gefängnis, weil er von dessen Unschuld überzeugt ist. Als dies öffentlich wird, fürchtet der Untersuchungsrichter den Skandal, doch für Maigret ist der Kopf eines Mannes durchaus einen Skandal wert. Doch nachdem es dem Entflohenen gelingt, unterzutauchen, gerät auch Maigret unter Druck. Er setzt sich selbst ein Ultimatum: in 10 Tagen will er den Mörder finden oder zurücktreten.

## Inhalt

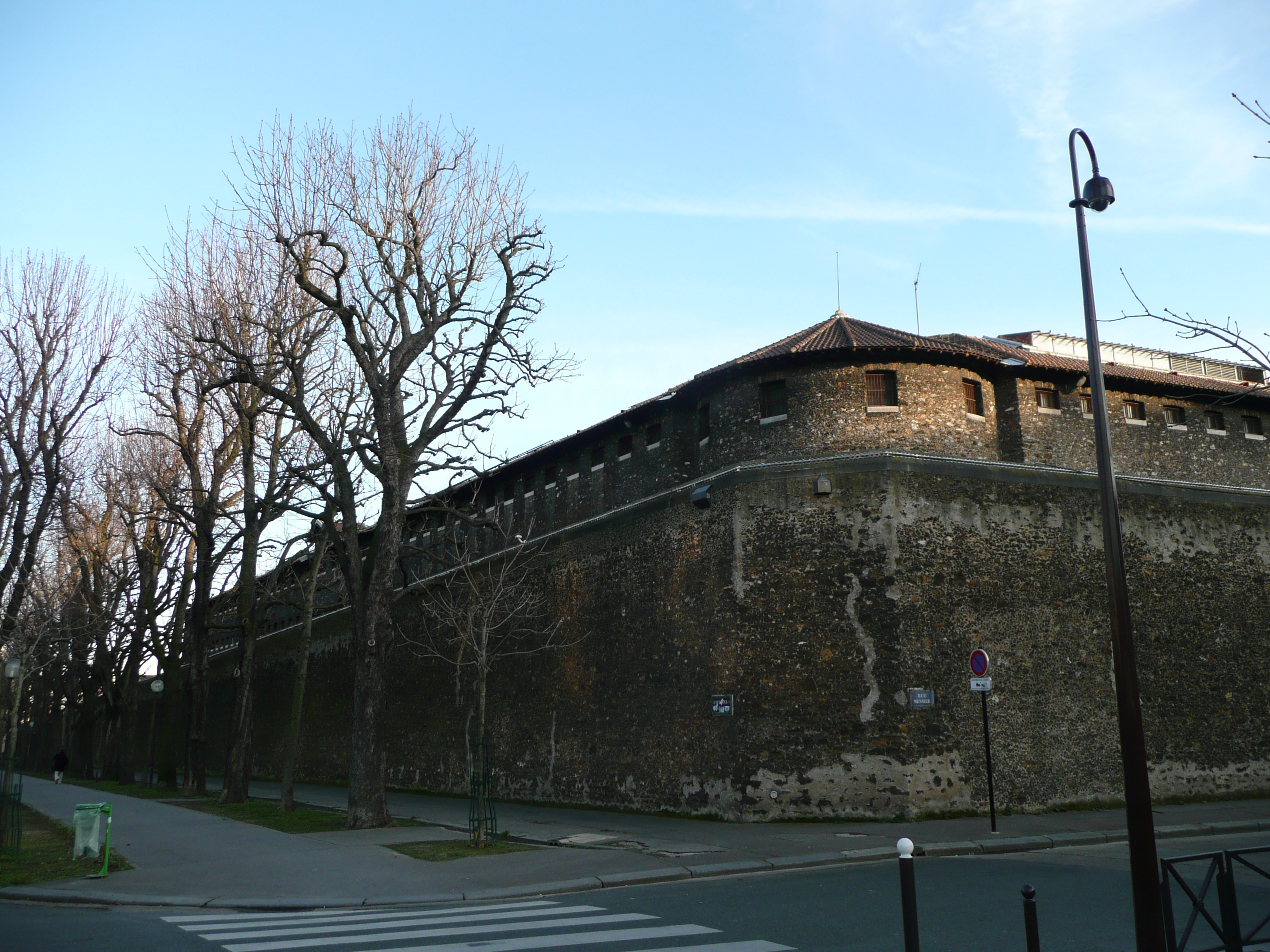
Nordfassade des Gefängnisses La Santé

In der Nacht vom 7. auf den 8. Juli werden die amerikanische Diplomatenwitwe Mrs. Henderson und ihre Zofe durch insgesamt 18 Messerstiche ermordet. Die Fuß- und Fingerabdrücke am Tatort führen Maigret auf die Spur des 27-jährigen Joseph Heurtin, den Laufburschen eines Blumenhändlers, der schweigt und aufgrund einer Vielzahl belastender Indizien rasch zum Tode verurteilt wird. Nur Maigret hat Zweifel am vermeintlichen Tathergang. Heurtin steht in keinerlei Beziehung zu den beiden Opfern und hat nichts gestohlen. Zudem scheint es kaum möglich, die Wegstrecke vom Tatort in Saint-Cloud bis zum Zimmer des Verdächtigen in der Rue Monsieur-le-Prince in derart kurzer Zeit zurückzulegen. Für Maigret ist Heurtin verrückt oder unschuldig, und er vermutet einen Komplizen im Hintergrund, den Heurtin durch sein Schweigen deckt.
So inszeniert Maigret am 15. Oktober in Anwesenheit des Untersuchungsrichters Coméliau und des Gefängnisdirektors Gassier eine Flucht des Todeskandidaten aus dem Hochsicherheitstrakt des Gefängnisses La Santé und lässt ihn von seinen Inspektoren verfolgen. Doch bereits am nächsten Tag wird die fingierte Freilassung publik, und die Zeitung Sifflet veröffentlicht Details aus einem anonymen Brief, der nur von einem Eingeweihten stammen kann. Heurtin wird seiner Observation gewahr, schaltet Inspektor Dufour aus und taucht unter. Der unter Druck geratene Maigret verspricht, in zehn Tagen den Mörder zu finden, sonst werde er zurücktreten.
Die Untersuchung des anonymen Briefs ergibt, dass er in der Pariser Brasserie La Coupole am Boulevard Montparnasse geschrieben worden sein muss. Dort geht der Neffe von Mrs. Henderson, William Crosby, mit seiner Gattin sowie seiner Geliebten, der Schwedin Edna Reichberg, ein und aus. Crosby hat durch den Tod seiner Tante mehr als 15 Millionen Francs geerbt. Doch im Café macht auch ein junger Mann mit roten Locken und spöttischem Lächeln Maigret auf sich aufmerksam: der 25-jährige tschechische Medizinstudent Johann Radek. Er kommt von sich aus auf den Fall Henderson zu sprechen, hat offenkundig Hintergrundinformationen und beginnt ein Spiel mit dem Kommissar, dem er die Aufklärung des Falles nicht zutraut, weil er von falschen Voraussetzungen ausgehe. Maigret bleibt gelassen und nennt den jungen Aufschneider, der an einem Abend die Zeche prellt und am nächsten mit Geldscheinen aus Crosbys Besitz um sich wirft, bloß einen „Gartenzwerg“. Selbst als Heurtin wieder auftaucht, sich vor dem La Coupole herumdrückt und in die Brasserie späht, macht Maigret keine Anstalten, den Flüchtigen festzunehmen.
Kurz nacheinander kommt es zu zwei Zwischenfällen: Heurtin, von seiner Familie verstoßen, begeht einen Suizidversuch. Und als Maigret den Tatort noch einmal aufsucht, scheucht er dort Crosby auf, der vor ihm flieht, bis er sich in einem Zimmer ohne Ausweg erschießt. Maigret hält sich weiter an Radek. Über mehrere Tage hinweg folgt er schweigend dem jungen Mann, dessen Beschäftigung vor allem darin besteht, andere Menschen bloßzustellen und sich über den Kommissar lustig zu machen. Radek führt ihn auch auf die Spur Mrs. Crosbys, die sich verdächtig benimmt und ebenfalls die Villa Henderson aufsucht. Doch nun laufen die Ereignisse nicht mehr ab, wie von Radek erwartet: Mrs. Crosby verlässt unbescholten das Haus, in dem statt einer Leiche die lebendige Edna Reichberg aus dem Schrank tritt. Als Radek realisiert, dass er die Kontrolle über das Geschehen verloren hat, will er sich erschießen, doch sein Revolver ist nicht geladen und Maigret überwältigt ihn.

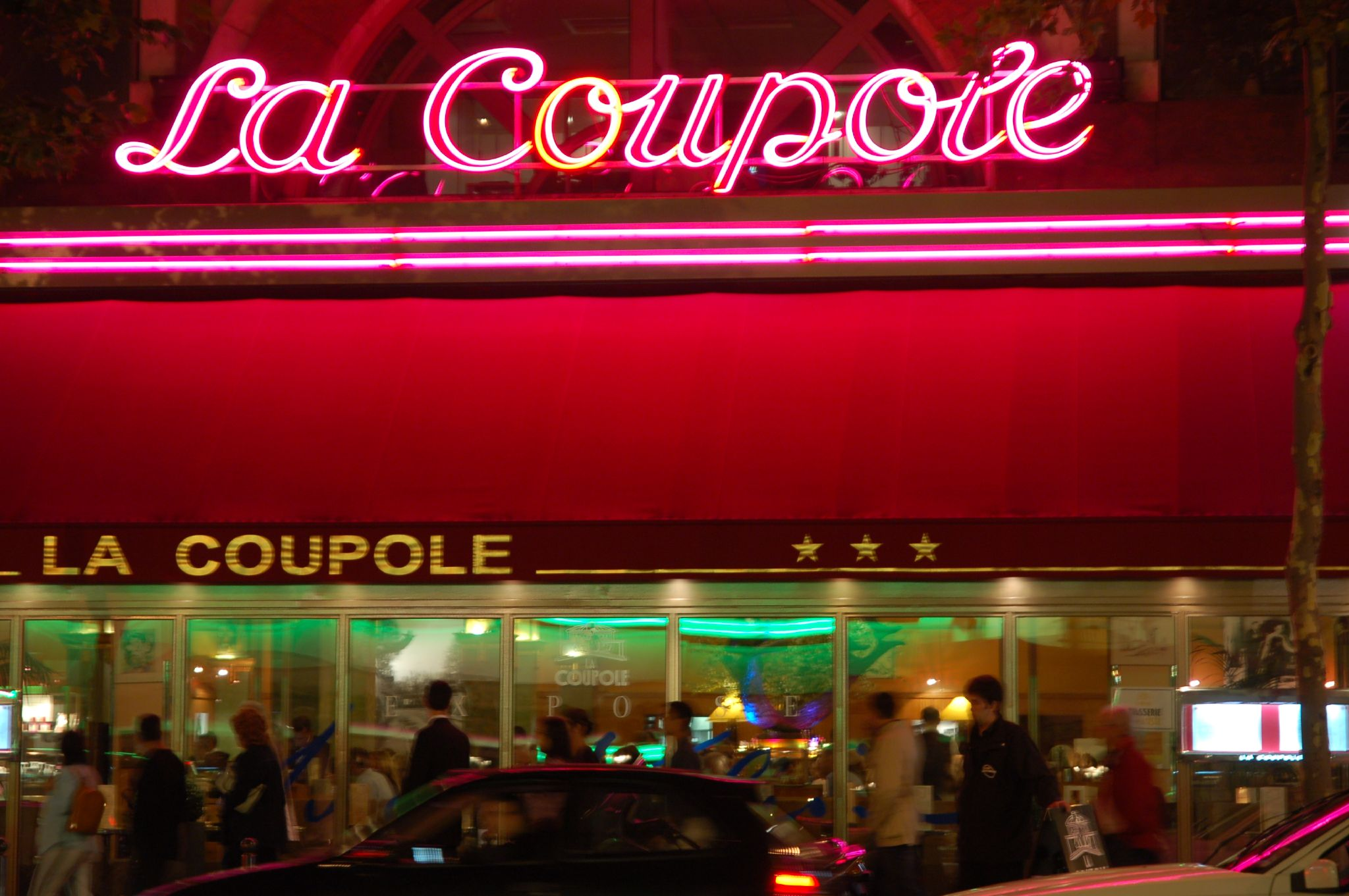
Das La Coupole in Paris bei Nacht

Nachdem das Spiel verloren ist, erweist sich der Spieler Radek als guter Verlierer. Bereitwillig eröffnet er dem Kommissar die noch fehlenden Hintergründe. Der junge Tscheche, der sich stets für ein Genie hielt, doch bettelarm und todkrank war, steigerte sich in einen Hass auf die Gesellschaft, der sich schließlich gegen Crosby richtete, dessen prunkvolles Leben er täglich im La Coupole vor Augen hatte. Als der verschuldete Crosby eines Tages leichthin aussprach, er würde jedem 100.000 Francs schenken, der seine reiche Tante umbringe, nahm ihn Radek beim Wort, ließ sich von Crosby anonym den Hausschlüssel schicken und führte das Verbrechen aus. Der Polizei präsentierte er Heurtin als Täter, den er für einen angeblichen Einbruch in ein leerstehendes Haus anheuerte. Es war Radek nicht um die 100.000 Francs gegangen, sondern um die Macht, Schicksal für andere Menschen zu spielen. Er sah die wachsende Angst Crosbys vor seinem anonymen Mitwisser voraus, die ihn am Ende in den Selbstmord trieb. Und Radek versuchte zuletzt auch Crosbys Frau und Geliebte in die Villa Henderson zu locken, um sie dort bis zum gegenseitigen Mord aufeinanderzuhetzen. Doch Maigret, der Radeks Geltungsdrang längst durchschaut hatte, fing die Briefe an die beiden Frauen rechtzeitig ab und tauschte Radeks Pistole aus. Der Auftritt in der Villa Henderson war nur noch inszeniert, um Radek endgültig aus der Reserve zu locken. Drei Monate später, im Januar auf gefrorenem Boden, verpatzt Radek vor Maigrets Augen auch seinen letzten großen Auftritt, als er auf dem Weg zum Schafott ausrutscht und stürzt.

## Hintergrund
Die Schauplätze von Simenones Romanen folgten oft den Orten, die Simenon in seinem Leben bereist hatte, allerdings zumeist mit zeitlicher Verzögerung. Simenon räumte selbst ein: „Über den Ort, wo ich gerade lebe, kann ich nicht schreiben.“ Auffällig in der Maigret-Reihe ist etwa, dass die Romane genau zu jener Zeit bevorzugt in Paris angesiedelt wurden, als Simenon selbst Frankreich längst verlassen hatte und in den USA und später in der Schweiz lebte. La Tête d’un homme gehörte hingegen zu den seltenen Romanen, die Simenon tatsächlich „vor Ort“ schrieb. Er quartierte sich im März 1931 im Hôtel Aiglon am Boulevard Raspail in Montparnasse ein. Im Umfeld finden sich einige der Örtlichkeiten, die später auch im Roman auftauchten, so insbesondere auch die große Brasserie La Coupole mit der angegliederten Bar Americain, in der Maigret das erste Mal auf seinen Gegenspieler Radek trifft.
Laut Pierre Assouline wurde die Figur Radeks durch den russischen Emigranten Ilja Ehrenburg inspiriert, mit dem Simenon befreundet war. Ehrenburg wurde in seiner Pariser Zeit zu einem Prototyp des ausländischen Intellektuellen im Exil und war wie Simenon ein Stammgast des La Coupole. Den Namen Radek habe Simenon nach Karl Radek gewählt, dem ehemaligen Mitglied des Zentralkomitees der KPdSU, der später als Anhänger Trotzkis ausgeschlossen und verbannt wurde.

## Interpretation
Laut Robert Champigny gehört Maigret kämpft um den Kopf eines Mannes zu den Romanen, in denen der Gegenspieler des Kommissars sowohl für Maigret selbst als auch für den Leser schnell auszumachen ist. Die Spannung entsteht weniger aus der Frage, was passiert ist, als aus der Frage, was passieren wird. Die Auflösung des Falles ergibt sich nicht aus kriminalistischen Schlüssen, sondern ist eine Folge von Maigrets Einfühlungsvermögen und seiner physischen Präsenz, mit der er in die Welt des Verdächtigen eindringt und dort als ein Katalysator wirkt. Darin ist der Roman dem Erstling Maigret und Pietr der Lette verwandt, in dem ebenfalls von Anfang an kaum ein Zweifel an der Identität des Mörders besteht. Gavin Lambert verweist insbesondere auf den ersten Blickkontakt zwischen Mörder und Kommissar via Spiegel, einen Blick, in dem der Kommissar die typische Haltung eines Verbrechers erkennt, der mit seinen Taten prahlen will und Anerkennung sucht. Maigret geht es nicht um einen kriminalistischen, sondern einen moralischen Beweis, der nicht in den Indizien, sondern im Charakter des Täters liegt, und nur durch seinen Akt der Einfühlung zu erreichen ist. Für Josef Quack hat dieser „moralische Beweis“ weniger eine im engen Sinne moralische als eine psychologische und anthropologische Bedeutung.
Josef Quack sieht Maigret kämpft um den Kopf eines Mannes in einer Reihe von Romanen, in denen Simenon die Frage nach dem Bösen aufwirft, ähnlich wie in Maigret und der Gehängte von Saint-Pholien oder Mein Freund Maigret. In der Figur Radeks zeichne Simenon das „Porträt eines konsequenten aktiven Nihilisten“. Maigret beschreibt zum Abschluss des Falles: „Ein Mann hat gemordet, und zwar aus keinem bestimmten Grund, sondern einfach um des Mordens willen… Ich möchte fast sagen zum Vergnügen.“ Die Mentalität des Täters steht außerhalb der bürgerlichen Ordnung: „Seine innere Haltung entzieht sich allen unseren gewohnten Vorstellungen.“ Zwar werden für Radeks Entwicklung auch soziale und psychologische Gründe aufgeführt, doch sie ist letztlich keine Folge eines Determinismus, sondern bleibt eine aktive Entscheidung, die die elementaren Werte des Humanismus in Frage stelle. Stanley G. Eskin sieht Radek als eine Art Raskolnikoff. Dabei greife Simenon in seinem Werk häufig das Thema des Fremden – oft in Gestalt eines Osteuropäers – auf, der aus seiner vertrauten Umgebung gerissen in die Kriminalität abgleitet.
Laut Dominique Meyer-Bolzinger ist Radek ein negatives Ebenbild Maigrets. Beide brachen ihr Medizinstudium wegen finanzieller Schwierigkeiten ab. Beide zeichnet eine große Kenntnis der menschlichen Seele und ihre Fähigkeit zur Diagnostik aus. Allerdings ist nur Radek aus diesen Voraussetzungen zum Kriminellen geworden. Ähnlich beschreibt Patrick Marnham in beiden Figuren vergleichbare Kenntnisse menschlicher Schwächen und Motive, doch am Ende erweise sich Maigret als der Stärkere. Und im fünften Band der Maigret-Serie werde erstmals ein Täter hingerichtet, weil es für einen „auf die schiefe Bahn geratenen“ Maigret – nicht zuletzt als Ebenbild seines Autors Simenon – keine mildernden Umstände gebe.

## Rezeption
La Tête d’un homme wurde 1931, im Jahr seines Erscheinens, in Frankreich zum besten Detektivroman des Jahres gewählt. Noch im Jahr 2008 beschrieb der Diogenes-Verlag den Roman als „Klassiker unter den Maigret-Romanen“. Auch laut François Bondy ist La Tête d’un homme ein Buch, „das alle Simenon-Fans besonders schätzen“, und Oliver Hahn nannte die Erzählung auf maigret.de „eine der Besten“. Für Tilman Spreckelsen war Maigret kämpft um den Kopf eines Mannes „wirklich besonders spannend“, und er lobte, „wie Maigret die Klischeefalle aufbaut, und wenn sie dann zuschnappt (die bösen Reichen, die gutherzigen Armen), ist sie leer“. Die Ostthüringer Zeitung bezeichnete den Roman als „ein Meisterwerk psychologischer Dichte“, wobei Friedhelm Ptok die „unvergessliche Schlussszene mit Bravour“ lese.
Im Mai 1935 machte Friedrich Glauser seinen Verleger Friedrich Witz auf die Romane von Simenon, speziell auf L’Affaire Saint-Fiacre und La Tête d’un homme aufmerksam, die er gerne ins Deutsche übersetzen würde. Zwar zerschlug sich die geplante Übersetzung, doch laut Walter Obschlager hat Glauser besonders aus La Tête d’un homme „inhaltliche, atmosphärische, ja sogar sprachliche Elemente“ in seinen Kriminalromanerstling Schlumpf Erwin Mord übernommen.
Die Romanvorlage wurde insgesamt achtmal verfilmt. In der ersten Verfilmung sollte ursprünglich Simenon selbst Regie führen. Für die Rolle des Maigret hatte er Pierre Renoir vorgesehen, der zuvor schon in der ersten Maigret-Verfilmung La nuit du carrefour zu sehen war. Als seinen Gegenspieler Radek suchte er den Russen Valéry Inkijinoff aus. Wegen Geldproblemen wurde Simenon allerdings aus dem Projekt gedrängt. Der 1933 veröffentlichte Film La tête d’un homme hatte nichts mehr mit Simenons ursprünglichem Skript zu tun. Inkijinoff war zwar noch mit von der Partie, die Rolle des Maigret übernahm jedoch Harry Baur, Regie führte der Routinier Julien Duvivier. Simenon zog sich nach der Enttäuschung, dass er nicht „seinen“ Film hatte gestalten können, komplett aus dem Filmgeschäft zurück und bot die folgenden sieben Jahre keine Filmrechte an seinen Werken mehr an.
Unter dem Titel  The Man on the Eiffel Tower (deutsch: Der Mann vom Eiffelturm) wurde der Roman 1949 in den USA ein zweites Mal verfilmt. Den Maigret spielte Charles Laughton, die Rolle des Radek übernahm Franchot Tone und Burgess Meredith spielte gleichzeitig den Heurtin und führte Regie. Auch diese Version ging frei mit Simenons Vorlage um und gestaltete etwa eine Verfolgungsjagd im Eiffelturm als dramatischen Höhepunkt des Films. Fenton Bresler sprach von einer „etwas merkwürdigen amerikanischen Filmversion“, da im Roman der Eiffelturm nicht einmal erwähnt werde. Im Jahr 1992 wurde in Russland ein Fernsehfilm mit Vladimir Samoilov als Maigret unter der Regie von Nikolai Ilyinsky produziert. Außerdem entstanden Verfilmungen innerhalb der TV-Serien Maigret mit Rupert Davies (1962), Le inchieste del commissario Maigret mit Gino Cervi (1965), Maigret mit Bruno Cremer (1994) sowie gleich zweimal in der Serie Les Enquêtes du commissaire Maigret mit Jean Richard (1967 und 1982). Im Jahr 2006 veröffentlichte der Diogenes Verlag eine Lesung von Friedhelm Ptok als Hörbuch.

## Ausgaben
- Georges Simenon: La Tête d’un homme. Fayard, Paris 1931 (Erstausgabe).
- Georg Simenon: Alpdruck. Schlesische Verlagsanstalt, Berlin 1935.
- Georges Simenon: Um eines Mannes Kopf. Übersetzung: M. Konrad. Rudolf Hans Hammer, Wien 1949.
- Georges Simenon: Maigret riskiert seine Stellung. Übersetzung: Isolde Kolbenhoff. Kiepenheuer & Witsch, Köln 1958.
- Georges Simenon: Maigret riskiert seine Stellung. Übersetzung: Isolde Kolbenhoff. Heyne, München 1966.
- Georges Simenon: Maigret kämpft um den Kopf eines Mannes. Übersetzung: Roswitha Plancherel. Diogenes, Zürich 1979, ISBN 3-257-20714-X.
- Georges Simenon: Maigret kämpft um den Kopf eines Mannes. Sämtliche Maigret-Romane in 75 Bänden, Band 5. Übersetzung: Roswitha Plancherel. Diogenes, Zürich 2008, ISBN 978-3-257-23805-1.